# Kathedrale von Forcalquier

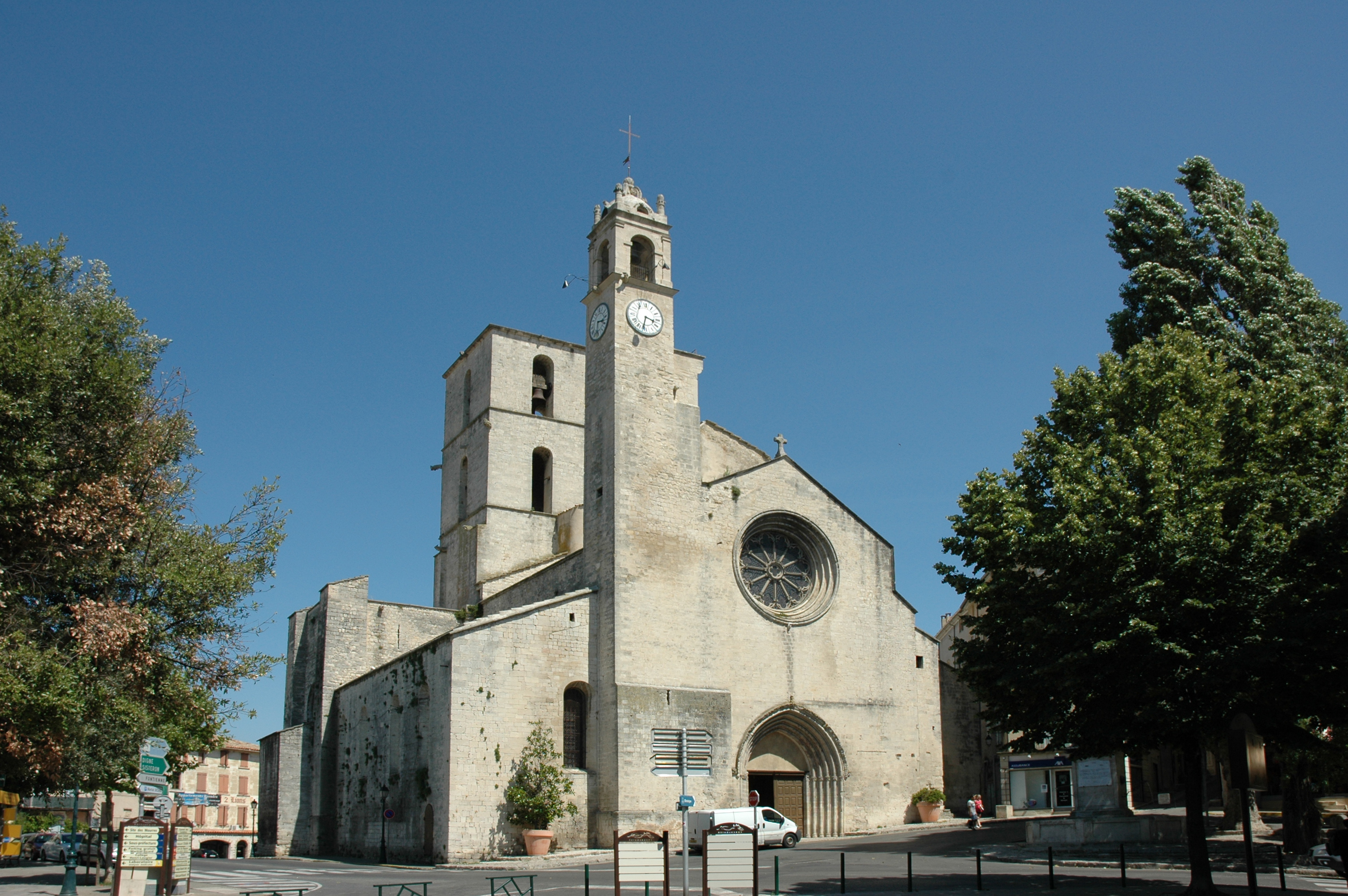
Ehemalige Kathedrale von Forcalquier

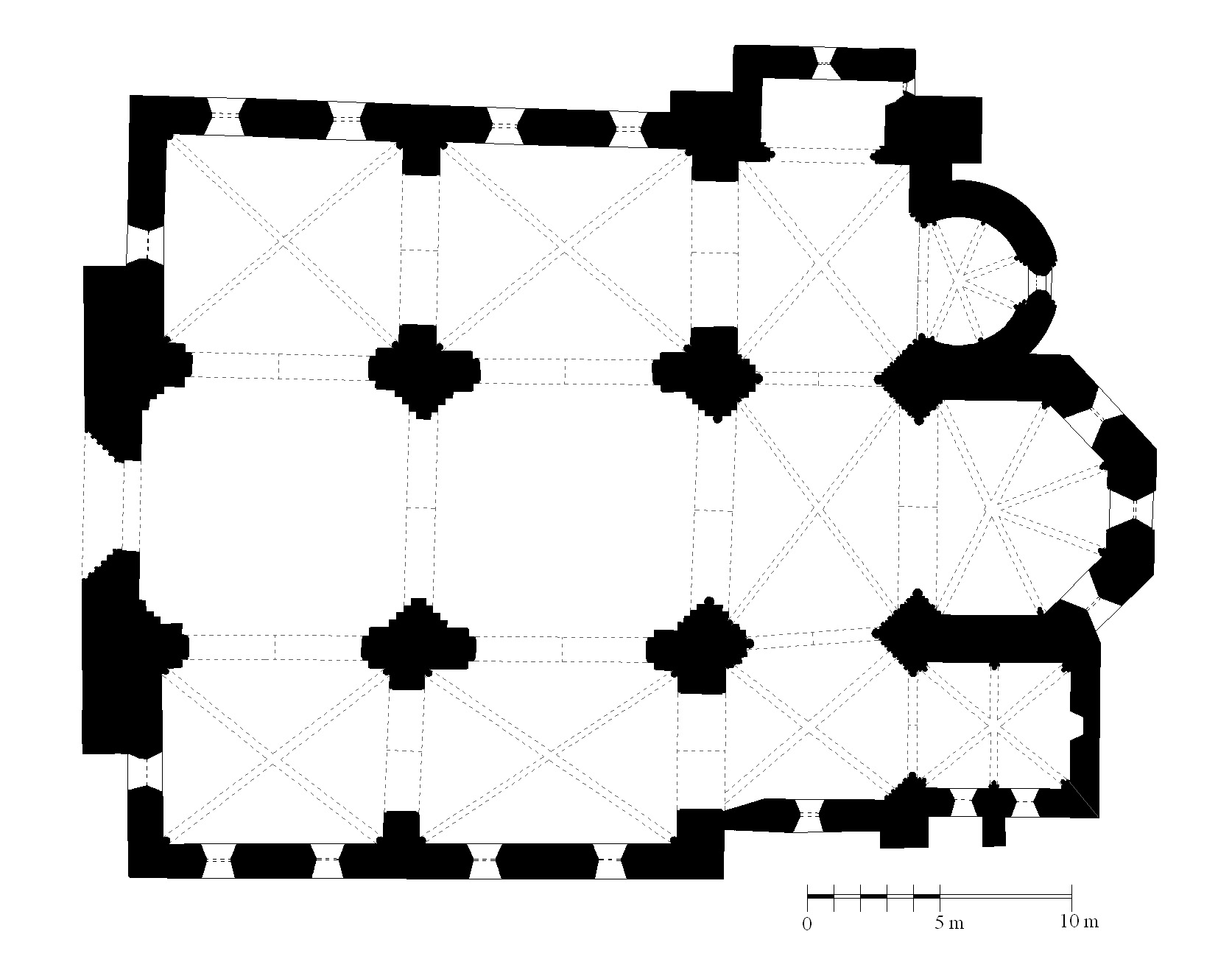
Ehemalige Kathedrale von Forcalquier (Grundriss)

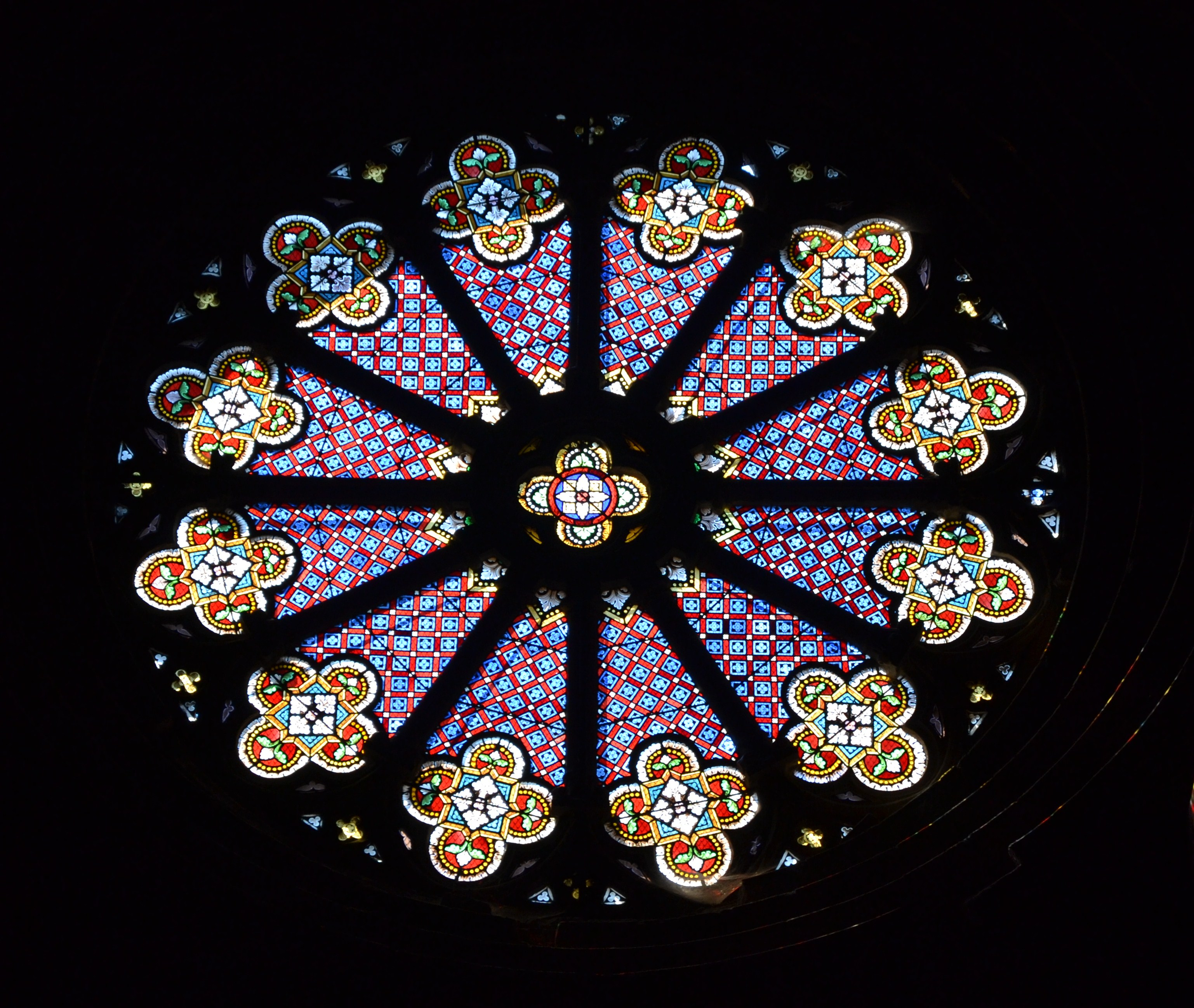
Ehemalige Kathedrale von Forcalquier (Rosette)

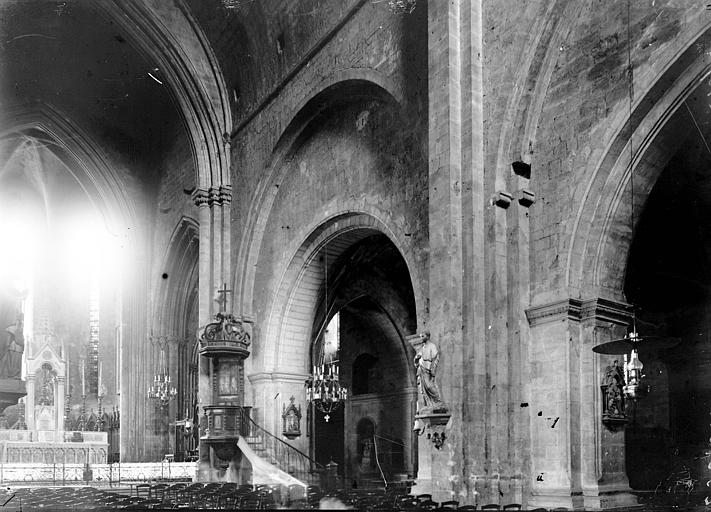
Ehemalige Kathedrale von Forcalquier (Inneres)

Die ehemalige Kathedrale Notre-Dame-du-Bourguet ist ein römisch-katholischer Kirchenbau in Forcalquier im Bistum Digne. Sie war von 1408 bis 1801 Konkathedrale des ehemaligen Bistums Sisteron und ist seit 1914 als Monument historique eingestuft.

## Geschichte
Die Kirche stammt hauptsächlich aus dem frühen 13. Jahrhundert und gilt als erster gotischer Bau in Südfrankreich. Im 16. und 17. Jahrhundert wurden der Glockenturm erhöht, die Seitenschiffe angesetzt und der Campanile gebaut. Die Orgel stammt von 1629, das Gehäuse von 1847.
Le Bourguet (kleiner „bourg“ = Flecken) war der Name des Ortsteils von Forcalquier, in dem die Kirche errichtet wurde.